# الحركة الذاتية الوهمية
الحركة الذاتية الوهمية (بالإنجليزية: Illusions of self-motion أو Vection)‏ هو إدراك الحركة الذاتية التي تفرضه المؤثرات البصرية.
وهو أحد المبادئ الذي يقوم عليها الواقع الافتراضي وأجهزة محاكاة الطيران.

## أمثلة
- عند استخدام متدربي قيادة الطائرات أجهزة محاكاة الطيران فهم يشعرون كأنهم على متن طائرة حقيقية بفعل المؤثرات البصرية التي يشاهدونها في غرفة المحاكاة.
- عند الجلوس بجانب النافذة في القطار يشعر الراكب أحياناً بأن القطار قد بدأ يسير إلى الأمام بينما في الحقيقة لم يتحرك! ولكن ما يحدث فعلياً هو أن الرؤية المحيطية التي تتمتع بها عين الإنسان تلاحظ من خلال النافذة أن القطار الذي يسير إلى الجانب يتحرك بمقدار بسيط، وبما أن الراكب يتوقع مسبقاً أن يسير ويتحرك القطار الذي هو فيه، فتلك الحركة البسيطة للقطار الآخر تكون كافية ليدركها جسد الراكب أيضاً مما يولد شعوراً بحركة القطار الذي هو فيه.